# Národní park Džigme Sengge Wangčhuga
Národní park Džigme Sengge Wangčhuga je národní park na jihu Bhútánu založený v roce 1995. Než byl přejmenován k poctě bhútánského krále Džigme Sengge Wangčhuga, nazýval se Národní park Černé hory podle místního pohoří Černé hory. Tvoří souvislé chráněné území s několika dalšími bhútánskými národními parky a přes Královský národní park Manas i s Národním parkem Manas v Ásámu v Indii. Má rozlohu 1730 čtverečních kilometrů.
Mezi zdejší zvířata patří pandy malé, medvědi ušatí, kabary, serauové, muntžakové indičtí a hulmani zlatí a jeřábi černokrcí. Organizace BirdLife International považuje národní park Džigme Sengge Wangčhuga za významné ptačí území.